# Andrzej Jezierski (kajakarz)
Andrzej Jezierski (ur. 28 lipca 1980 w Grodkowie) – polski kanadyjkarz, wychowanek MOS Opole, zawodnik klubów Górnik Czechowice i od 2001 Posnanii. Dwukrotny mistrz świata (2002 i 2005) w konkurencji C-4 1000 m. Medalista mistrzostw świata i mistrzostw Europy. Wielokrotny mistrz Polski. Olimpijczyk z Londynu (2012) w barwach Irlandii.

## Kariera sportowa

### Mistrzostwa świata
Był mistrzem świata w konkurencji C-4 1000 w 2002 (razem z Romanem Rynkiewiczem, Michałem Gajownikiem i Adamem Ginterem) oraz 2005 (z Michałem Śliwińskim, Michałem Gajownikiem i Wojciechem Tyszyńskim, a także brązowym medalistą w konkurencji C-1 200 m w 2002, w konkurencji C-4 1000 w 2003 (z Adamem Ginterem, Romanem Rynkiewiczem i Wojciechem Tyszyńskim) oraz w konkurencji C-4 500 m w 2005 (z Adamem Ginterem, Michałem Gajownikiem i Wojciechem Tyszyńskim).
Ponadto startował jeszcze w mistrzostwach świata w 1999 (C-4 500 m - 5 m., C-4 1000 m - 7 m., C-4 200 m - 9 m.), 2001 (C-4 500 m - 6 m., C-4 1000 M - 6 m.), 2003 w konkurencji C-4 200 m (5 m.) i C-1 200 m (8 m.), 2005 w konkurencji C-4 200 m (7 m.)

### Mistrzostwa Europy
Był trzykrotnym wicemistrzem Europy: w konkurencji C-1 200 m w 2002, w konkurencji C-4 500 m w 2005 (razem z Romanem Rynkiewiczem, Michałem Gajownikiem i Adamem Ginterem) i w konkurencji C-4 1000 m w 2005 (razem z Michałem Gajownikiem, Arkadiuszem Tońskim i Wojciechem Tyszyńskim), a także dwukrotnym brązowym medalistą mistrzostw Europy: w 2001 w konkurencji C-4 200 m (razem z Pawłem Baraszkiewiczem, Danielem Jędraszką i Michałem Gajownikiem oraz w konkurencji C-4 1000 m (razem z Romanem Rynkiewiczem, Michałem Gajownikiem i Adamem Ginterem), w 2002 w konkurencji C-4 200 m Roman Rynkiewiczem, Michałem Gajownikiem i Adamem Ginterem)
Ponadto startował jeszcze w mistrzostwach Europy w 1999 (C-4 500 m - 6 m., C-4 200 m - 7 m., C-2 1000 m - 7 m.), 2000 (C-4 500 m - 4 m., C-4 200 m - 5 m. C-4 1000 m - 7 m.), 2001 w konkurencji C-2 500 m (5 m.), 2002 w konkurencji C-2 500 m (4 m.), 2004 (C-1 200 m - 4 m., C-1 500 m - 9 m.), 2005  w konkurencji C-2 200 m (5 m.)

### Igrzyska Olimpijskie
W 2012 wystąpił w barwach Irlandii w Igrzyskach Olimpijskich w Londynie, zajmując 1. miejsce w finale B konkurencji C-1 200 m (9. miejsce w klasyfikacji końcowej).

### Mistrzostwa Polski
22 razy zdobywał mistrzostwo Polski:
- C-1 200 m - 2002, 2003, 2004, 2012, 2014
- C-4 200 m - 2002 (z Michałem Gajownikiem, Danielem Jędraszką i Pawłem Baraszkiewiczem), 2003 (z Danielem Jędraszką, Pawłem Baraszkiewiczem i Grzegorzem Pachowiczem) 2004 (z Michałem Gajownikiem, Danielem Jędraszką i Pawłem Baraszkiewiczem), 2005 (z Michałem Gajownikiem, Danielem Jędraszką i Pawłem Baraszkiewiczem)
- C-2 500 m - 1999 (z Sebastianem Wróblem), 2005 (z Michałem Gajownikiem)
- C-4 500 m - 2002 (z Michałem Gajownikiem, Danielem Jędraszką i Pawłem Baraszkiewiczem), 2005 (z Michałem Gajownikiem, Danielem Jędraszką i Pawłem Baraszkiewiczem)
- C-2 1000 m - 1999 (z Sebastianem Wróblem)
- C-4 1000 m - 2001 (z Michałem Gajownikiem, Danielem Jędraszką i Pawłem Baraszkiewiczem), 2002 (z Michałem Gajownikiem, Danielem Jędraszką i Pawłem Baraszkiewiczem), 2003 (z Szymonem Cybalem, Danielem Jędraszką i Pawłem Baraszkiewiczem), 2004 (z Michałem Gajownikiem, Danielem Jędraszką i Pawłem Baraszkiewiczem), 2005 (z Michałem Gajownikiem, Pawłem Skowrońskim i Pawłem Baraszkiewiczem), 2012 (z Mariuszem Krukiem, Marcinem Grzybowskim i Szymonem Kosteńskim)
- C-1 4 x 200 m - 2012 (z Mariuszem Krukiem, Marcinem Grzybowskim i Piotrem Polakiem), 2014 (z Marcinem Grzybowskim, Mariuszem Krukiem i Michałem Kudłą)

## Powrót do sportu
- W 2005 zakończył karierę sportową i wyjechał do Irlandii. W 2010 podjął na nowo treningi i dzięki podwójnemu obywatelstwu zdobył kwalifikację olimpijską dla tego kraju na Igrzyska Olimpijskie w Londynie (2012). W 2012 sięgnął również po siedmioletniej przerwie po trzy kolejne tytuły mistrza Polski,